# John Ryan (homme politique)
Pour les articles homonymes, voir John Ryan et Ryan.
John Ryan (30 avril 1940 - 26 mars 2002) est un homme politique, homme d'affaires et professeur d'université britannique.

## Carrière politique étudiante
Ryan est né en Écosse et étudie à la Lanark Grammar School puis à l'Université de Glasgow où il obtient un diplôme avec distinction en histoire économique. Il rejoint le Parti travailliste en 1958 et est membre de l'Association nationale des organisations d'étudiants ouvriers de 1958 à 1962. Il rejoint la Fabian Society en 1961.
Aux élections générales de 1964, Ryan est candidat travailliste pour le South Buckinghamshire, à 24 ans, il est l'un des plus jeunes candidats. Il est membre du comité exécutif du Parti travailliste de la circonscription nord de Paddington à partir de 1964.

## Parlement
Ryan est choisi comme candidat pour Uxbridge et remporte le siège aux élections générales de 1966. Il est le plus jeune député élu lors de l'élection et conserve le titre de "Baby of the House" jusqu'à ce que Les Huckfield soit élu lors d'une élection partielle l'année suivante.
Ryan a des positions d'avant-garde progressistes: critique ouverte de la guerre du Vietnam, plaidoyer pour la réforme de la Chambre des Lords, qui s'est finalement concrétisée. De même, il s'oppose à toute alliance avec le gouvernement rhodésien dirigé par des colons blancs. Il s'allie avec le groupe Tribune de gauche et est directeur de Tribune Publications à partir de 1969.

## Carrière ultérieure
Ryan est battu aux élections générales de 1970. Il devient consultant en gestion et membre associé de la Market Research Society, puis occupe un poste de lecteur. Au moment de sa mort, il est maître de conférences en études de gestion à l’université Napier d’Édimbourg.